# 동화나라 꿈동산
동화나라 꿈동산은 1999년 10월 18일부터 2001년 11월 2일까지 방송되었던 어린이 프로그램이다.

## 코너 목록
- 《뚝딱마을 통통아저씨》
- 《별나라 친구 울리》
- 《보노보노》
- 《붕붕차차》
- 《삐까뽀와 친구들》
- 《출동 메가트레인》
- 《캠프 캔디》
- 《토마스와 친구들》
- 《포스트맨 팻》